# GLAY LIVE TOUR 2022 〜We♡Happy Swing〜 Vol.3 Presented by HAPPY SWING 25th Anniv. in MAKUHARI MESSE
『GLAY LIVE TOUR 2022 〜We♡Happy Swing〜 Vol.3 Presented by HAPPY SWING 25th Anniv. in MAKUHARI MESSE』(グレイ ライブ ツアー 2022 ウィーラブ ハッピー スウィング ヴォリューム スリー プレゼンテド バイ ハッピー スウィング テュエンティーフィフス アニバーサリー イン マクハリ メッセ）は、GLAYが2022年11月30日にリリースしたDVD及びBlu-ray。

## 概要
GLAYのファンクラブHAPPY SWINGの会員限定ライブを2021年に実施する予定だったが新型コロナウイルスの影響で開催できなかった。そんな中、メンバーやスタッフと話し合いを重ね、会員以外も参加できるツアー形式で実施。本作は同ツアーの千秋楽である幕張公演の7月31日を収録。
Blu-ray、DVD、G-DIRECT限定盤(Blu-ray)の3タイプが製作された。
また本作の販売に先駆けて、アンコールを除く本編19曲を、専用のマスタリングを施しハイレゾ音源として販売した。

## 収録曲

### 通常盤 G-DIRECT盤共通（DVD Bru-ray）
7月31日公演
1. 都忘れ
2. summer FM
3. GROOVY TOUR
4. BLACK EYES SHE HAD
5. 風にひとり
6. GONE WITH THE WIND
7. 月の夜に
8. ゆるぎない者達
9. HOWEVER
10. My Private "Jealousy"
11. ROSY
12. 夏音
13. クロムノワール
14. 百花繚乱
15. GALAXY
16. SHINING MAN
17. ビリビリクラッシュメン
18. ピーク果てしなく ソウル限りなく
19. BURST

ENCORE
1. WE♥HAPPY SWING
2. STAY TUNED
3. はじまりのうた
4. HAPPY SWING

### 特典音源（G-DIRECT盤のみ）
7月30日公演
1. a Boy〜ずっと忘れない〜
2. suumer FM
3. YOU MAY DREAM
4. BLACK EYES SHE HAD
5. 風にひとり
6. GONE WITH THE WIND
7. 月の夜に
8. ゆるぎない者達
9. HOWEVER
10. My Private "Jealousy"
11. ROSY
12. 時の雫
13. クロムノワール
14. 百花繚乱
15. GALAXY
16. SHINING MAN
17. ビリビリクラッシュメン
18. ピーク果てしなく ソウル限りなく
19. ACID HEAD

ENCORE
1. GLOBAL COMMUNICATION
2. WE♥HAPPY SWING
3. はじまりのうた
4. HAPPY SWING

### 特典映像（通常盤）
- DAY1より

1. a Boy〜ずっと忘れない〜
2. 時の雫
3. GLOBAL COMMUNICATION

- We♡Happy Swing Vol.3 Interview＆Documentary 2022 Digest

### 特典映像（G-DIRECT盤）
- DAY1より

1. a Boy〜ずっと忘れない〜
2. YOU MAY DREAM
3. 時の雫
4. ACID HEAD
5. GLOBAL COMMUNICATION

- We♡Happy Swing Vol.3 Interview＆Documentary 2022
- 「GLAYさん本当におつかれさまでした」 Vol.1〜Vol.3
- BAR GLAY 2022